# Helsingborger Ausstellung 1999

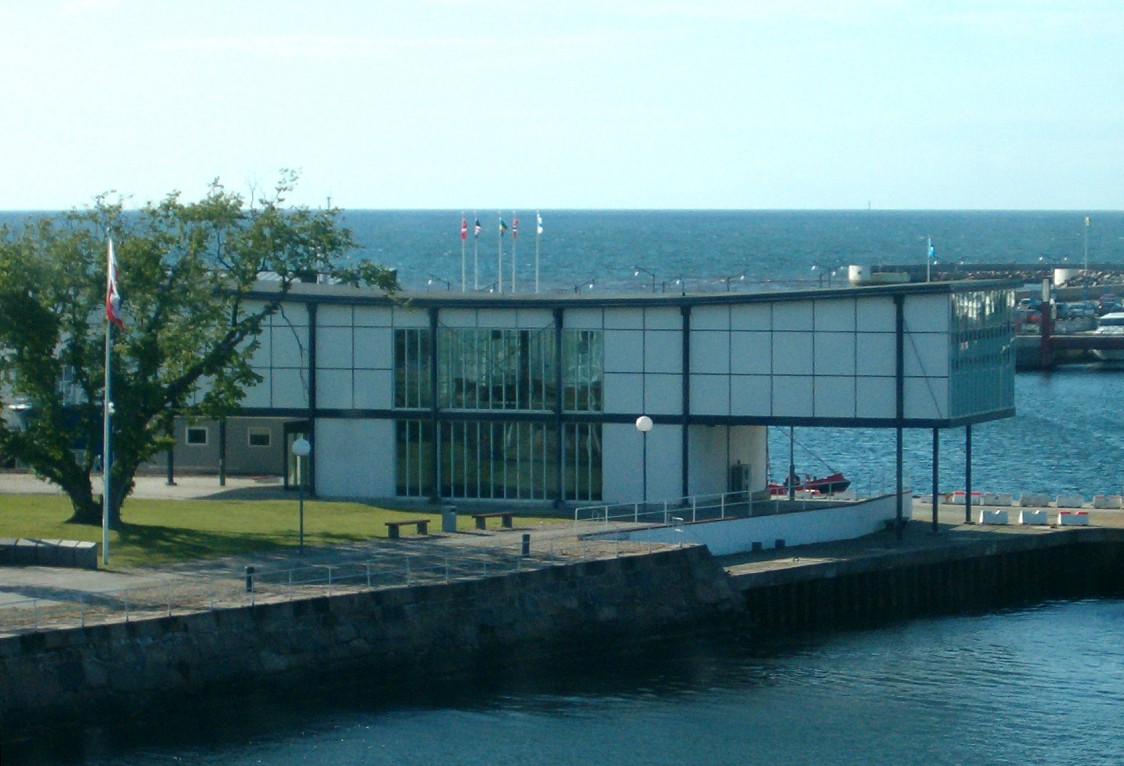
Der wiederaufgebaute Pavillon von der H55

Die Helsingborger Ausstellung 1999, kurz H99, war eine Wohnmesse in Helsingborg, die vom 16. Juli bis 29. August 1999 stattfand.
Ihr Name „H99“ spielte auf den Vorgänger H55 an, der Helsingborger Ausstellung von 1955, die am selben Ort stattgefunden hatte. Auf einer Ausstellungsfläche von insgesamt 6.000 m² zeigte die Messe unter anderem 13 neue Wohnhäuser mit 20 möblierten Vorführwohnungen, sowie schwedisches Wohnen, Architektur, Design und Technik des vergangenen Jahrhunderts. Ikea und der Bauunternehmer Skanska standen für ein gemeinsames Projekt mit dem Namen BoKlok („WohneKlug“) zum Thema „Gut und billig wohnen“. Man wollte auch eine Debatte über schwedisches Wohnen und Bauen der kommenden Jahre starten. Einige Ausstellungsthemen, wie das Wohnen in der Öresundregion, wurden im dänischen Helsingør behandelt.
Zur Messe hatte die Stadt Helsingborg auch einen der Ausstellungspavillons von der H55 wieder aufgebaut, dessen Architekt einst Carl-Axel Acking gewesen war. 
Der Projektleiter der Messe war Architekt Ole Reiter. Die Messe wurde von circa 400.000 Menschen besucht, doppelt so viel wie erwartet und nordischer Besucherrekord einer Wohnmesse.